# In Memory of Quorthon
Az In Memory of Quorthon  a svéd Bathory ötödik válogatáslemeze, mely 2006-ban jelent meg. A Black Mark kiadó főnöke Börje "Boss" Forsberg (aki egyébként Quorthon apja) két évvel a legendás muzsikus halála után úgy döntött, hogy érdemes egy három CD-ből, valamint egy bónusz DVD-ből álló Box Set-tel megemlékezni mindarról, amivel fia hozzájárult a metaltörténelemhez. A 3 CD-re a legismertebb Bathory dalok mellett Quorthon személyes favoritjai is felkerültek, valamint ritkaságok, feldolgozások, érdekességek. A  nyers, kegyetlen korai black metal éra és a későbbi viking metal korszak mellett megidéződnek a 90-es években született alternatív rockos Quorthon szólóalbumok is, sőt a Lake of Tears vendégénekesnőjeként megismert Jennie Tebler-rel közös Silverwing projekt két felvétele is felkerült az egyik CD-re. Quorthon ezzel a projekttel egy teljes lemezt tervezett, de halála közbeszólt. A DVD-n szerepel az One Rode To Asa Bay 12 perces klipje, egy 1990-es Headbanger's Ball interjú Londonból, valamint egy akkortájt lebonyolított promó-körút felvételeiből álló kollázs. A dobozba pakolt négy diszket egy poszter és egy könyvecske egészíti ki. Utóbbiban szövegek, fotók, emlékezések mellett Quorthon saját gondolatai is olvashatóak. A Box borítóját Kristian Wahlin festette, eredetileg a következő Bathory album borítójának szánva.

## Számlista
CD 1:
1. Bathory – "Song to Hall Up High"
2. Bathory – "Oden's Ride Over Nordland"
3. Bathory – "Twilight of the Gods"
4. Bathory – "Foreverdark Woods"
5. Bathory – "A Fine Day to Die"
6. Bathory – "The Woodwoman"
7. Quorthon – "I've Had it Coming my Way"
8. Bathory – "Armageddon"
9. Bathory – "Born to Die"
10. Quorthon – "God Save the Queen"  (Sex Pistols feldolgozás)
11. Bathory – "The Sword"
12. Bathory – "For All Those Who Died"
13. Bathory – "Call from the Grave"
14. Bathory – "Born for Burning"
15. Quorthon – "Boy"

CD 2:
1. Bathory – "One Rode to Asa Bay"
2. Bathory – "The Lake"
3. Bathory – "The Land"
4. Bathory – "Raise the Dead"
5. Bathory – "War Pigs" (Black Sabbath feldolgozás)
6. Bathory – "Enter the Eternal Fire"
7. Bathory – "Blood Fire Death"
8. Bathory – "Ring of Gold"
9. Bathory – "War Machine"
10. Bathory – "War"
11. Bathory – "Ace of Spades" (Motörhead feldolgozás)
12. Bathory – "Death and Resurrection of a Northern Son"
13. Bathory – "The Ravens"

CD 3:
1. Bathory – "The Wheel of Sun"
2. Bathory – "Apocalypse"
3. Bathory – "Black Diamond" (KISS feldolgozás)
4. Bathory – "Woman of Dark Desires"
5. Bathory – "Destroyer of Worlds"
6. Bathory – "Sea Wolf"
7. Bathory – "Deuce" (KISS feldolgozás)
8. Bathory – "The Return of Darkness and Evil"
9. Bathory – "Day of Wrath"
10. Quorthon – "I'm Only Sleeping" (The Beatles feldolgozás)
11. Bathory – "Ode"
12. Bathory – "Hammerheart"
13. Bathory – "Heimfard"
14. Bathory – "Outro"
15. Quorthon – "You Just Got to Live"
16. Jennie Tebler – "Silverwing"
17. Jennie Tebler – "Song to Hall Up High"